# 예수라면 어떻게 했을 것인가
《예수라면 어떻게 했을 것인가》(영어: In His Steps: "What Would Jesus Do?")은 1896년 미국의 조합교회 목사인 찰스 먼로 셸던(Charles Monroe Sheldon, 1857년-1946년)이 쓴 기독교소설이다. 직역하면 "그분의 발자취를 따라서:예수라면 어떻게 했을 것인가?"이지만, 예찬사에서 개정을 거쳐 역간해온 한국어 버전에는 "예수라면 어떻게 했을 것인가"로 번역되어 있다. 이 소설은 5천만부 이상이 팔린 베스트셀러 중의 하나이다.  기독교에서 자유주의 신학을 규정하는 데, 이 책의 표지대로, 과연 이 상황에서 예수라면 어떻게 하였을 것인가? 라는 질문을 던진 뒤, 기존의 전통적인 교리 중심의 신학보다는 현실에 맞게끔 적용 중심의 신학으로 변화하는 데에 많은 기여를 하였다.

## 내용

### 레이몬드
19세기 말 미국의 철도도시인 레이먼드. 레이먼드 제일 교회(Raymond First Church)의 담임목사인 헨리 맥스웰 목사는 당시 최신 인쇄기술이었던 라이노타이프에 밀려 실업한 떠돌이 수동 인쇄노동자를 만난다. 마땅히 그를 도울 방법이 없던 맥스웰은 미안하다는 사과와 함께 그를 돌려보낸다. 주일예배때 그 인쇄노동자는 교회에 들어와서 다른 사람의 불행에 관심이 없는 기독교인들의 이기주의를 비판하다가 심장병으로 숨을 거두는데, 이때 맥스웰 목사에게 "만약 예수가 당신의 입장에서 있었더라도 미안하다고 사과하면서 위로했을 것"이라고 말한다. 이 일을 계기로 맥스웰 목사는 교우들에게 1년간 예수의 삶을 모방하는 삶을 살자고 제안하고, 일부 교우들은 이에 진지하게 호응한다. 이때부터 레이먼드에는 철도공작소 소장이 내부고발을 통해 당시 철도업계에서 관행으로 굳어진 반 트러스트법 위반에 저항하는 등 크고 작은 변화가 일어나기 시작하면서 시 전체에 영향을 주기 시작한다.

### 시카고
이러한 변화는 시카고에도 전해져서 시카고에서도 같은 일들이 일어나게 된다. 맥스웰 목사의 간접적 영향으로 브루스 목사는 친구인 에드워드 주교와 함께 빈민가에 복지관(Settlement)를 세우고 민중들과 같이 살아간다.

## 등장인물

### 레이먼드시
- 에드워드 노먼(Edward Norman): 레이먼드 데일리 뉴스(Raymond Daily News)의 사장이자 편집자이다.'예수가 만약 신문편집자라면 어떻게 일할 것인가'라는 생각에 따라,사람들의 흥미를 자극하는 기사(=옐로 저널리즘)와 술/담배광고 싣지 않기, 기자들이 자신의 이름을 기사에 싣게 하여, 책임한계를 분명히 정하기등의 새로운 정책들을 실시한다. 이에 반발한 독자들이 더 이상 구독을 하지 않거나 광고수입이 줄어서 어려움을 겪었지만 버지니아가 50만달러를 투자하여 어려움을 넘어선다. 신문사의 정치적 견해 표현도 기존의 집권당(민주당, 소설이 출판된 1896년당시 대통령 그로버 클리블랜드가 민주당소속이었음.)에 무비판적으로 지지를 표시하던 정책에서 정당에 구애없이 가장 훌륭한 입후보자가 당선되도록 지원하겠다는 방향으로 바뀐다. 기자도 기독교인들에게는 예배를 드리는 거룩한 날인 일요일에 근무를 하라는 사용자의 업무지시를 거부하여 해고된(=부당해고)청년을 "난 당신처럼 기독교 사상에 따라 기사를 쓰려는 언론노동자가 필요했어요. 저 자리가 당신이 일할 자리입니다."라면서 고용하여, 자신처럼 기독교 정신에 근거한 언론인으로 살아내려는 언론노동자들을 고용하기도 하는 등 기독교 신앙의 사회공동체에서의 실천에 천착한다. 타자기를 편집국장이 써서 기사를 작성하는 내용을 보여주는 등 시대의 변화를 알 수 있는 내용도 있다.
- 밀턴 라이트(Milton Wright):영업사원을 둘 정도로 규모가 큰 상점을 운영하는 양심적인 자본가이다. 예수가 사업가라면이라는 가정하에 불의와 타협하지 않는 정직한 사업을 다짐하여,노사협력을 이끌었다고 작가는 주장하는데,사실 많은 이들이 잘못 이해하는 것이다. 노사대립은 자본가의 탐욕과 이기심때문에 생기지 않는다. 실례로 카네기,'앙드레 김'등의, '양심적인 자본가'들은 자신들이 윤리경영을 했음을 주장하기 위해 기부와 나눔을 하고 있다. 노동자가 스스로를 노동자라 생각하는 계급의식을 가질 때에 계급투쟁이 생기는 것이고, 자본주의 사회에서는 반드시 생기게 되어 있음을 작가는 생각하지 못하고 있다. 근대 로버트 오언같은 기독교사회주의 또는 이상적인 사회주의자들이 사회를 읽는 한계를 보여주고 있다.[2]
- 버지니아 페이지(Virginia Page):별세한 부친에게 백만 달러나 물려받은 20대 아가씨이다. 자신의 재산은 자신의 소유가 아닌, 하나님의 것이라는 청지기 신앙에 따라, 한량이었다가 전도사 그레이 씨의 설교를 듣고 회심한 롤린 오빠와 함께 빈민가 랙탱글의 일부 부지를 사서 공원을 건축하기 시작한다. 이를 위해서 버지니아는 사회선교[3]에 대해서 공부할 정도로 강한 의욕을 보인다.
- 롤린 페이지 : 버지니아의 오빠. 별세한 부친에게 유산을 물려받은 청년이다. 삶의 목적이 없어 한량으로 살다가 전도사 그레이 씨의 설교를 듣고 회심했으며, 동생과 함께 물려받은 재산을 지역공동체를 위해 쓰기 시작한다. 어릴 때부터 친구인 레이첼과 사랑에 빠져 행복하게 살았다.
- 레이첼 윈슬로우(Rachel Winslow):타고난 목소리를 가진 소프라노 가수이다. 오페라단에서 입단제의를 받지만 거절하고, 빈민가인 랙탱글(Rectangle)에서 복음전도자 그레이 씨(Mr. Gray)의 전도집회를 도왔으며,전도집회가 끝나자 마을 공회당에서 주민들을 위해 노래를 부른다. 친구 버지니아 페이지의 도움으로 우수한 악기를 갖춘 음악학원을 만들어 가난한 청소년 특히 노래에 재능이 있음에도 가난해서 공부하지 못하는 청소년들에게 음악을 가르친다. 하지만 이를 위해 그녀는 자신이 음악가로 출세하기 바라는 어머니와 갈등을 겪어야 했다. 어릴 때부터 친구인 롤린으로부터 사랑한다는 고백을 듣고 행복해한다.
- 헨리 맥스웰(Henrry Maxwell):레이먼드 제일교회(The First Church of Raymond)담임목사이다.우연히 자신의 교회에 온 떠돌이 실업자와의 만남을 통해-유럽에서는 1880년대부터 사회보험을 시행하는 등 인간다운 삶을 보장하는 복지국가를 만들어간 반면, 미국에서는 1930년대 경제대공황시기에 공공부문 일자리 제공과 사회보장제도(뉴딜정책)를 시행했다.따라서 찰스 먼로 셸던 목사가 《예수라면 어떻게 할 것인가》를 쓴 1895년에는 직업교육과 고용보험으로써 실업자가 재취업 및 실직기간에 기초생활을 할 수 있도록 하는 사회보장제도가 없었다. - 예수를 따르는 삶에 대해 생각하게 된다. 그래서 교우들에게 1년간 예수처럼 살자는 제안을 하는데, 그때부터 레이먼드 시에서는 새로운 변화들이 일어난다. 헨리 맥스웰 목사 자신도 교우인 알렉산더 파워즈의 부탁으로 철도공작소 노동자들에게 예수와의 사귐을 통해 참된 만족과 행복을 누릴 수 있다는 영성설교로 복음을 전하며 노동자들의 벗으로 살아가는 노동자 목회를 시작한다. 아가페에서 고쳐 쓴 만화에서는 예목교회를 담임하는 김하진 목사로 나온다.
- 알렉산더 파워즈(Alexander Powers):전 철도공작소장.자신이 소장으로 일하던 철도공작소가 주간통상법(Interstate Commerce Laws 또는 Interstate Commerce Act, 약자 ICA), 철도회사의 트러스트(Trust,기업합동) 행위 금지법규를 위반한 사실을 폭로(내부고발)하고 사임한다. 모스부호로 전신을 주고받을 수 있어서 재취업을 했다.
- 도널드 마시 학장(Donald Marsh 또는 President Marsh):링컨대학교(Lincoln College) 학장이다. 예수가 지식인이라면 어떻게 할 것인가라는 신념에 따라, 학생들에게 지식인은 배우지 못한 사람과 사회적 약자를 위해서 일해야 한다고 가르친다. 아가페출판사에서 21세기 한국 상황에 맞게 고쳐 쓴 만화에서도 대학교 학장으로 나오는데,끼니를 잇지 못하는 결식아동을 돕기위한 학생들의 자선행사에 참석하고(지금도 결식아동이 있냐고 놀라는 분들이 있는데, 한국일보 기사에 따르면 2017년 현재 33만명이 결식아동임[4]), 대학교 체육시설을 지역주민들에게 개방했다.[5]
- 야스퍼 체이스(Jasper Chase):사람들이 좋아하는 통속적인 소설을 써서 인기와 부를 손에 쥔 인기작가이다. 예수를 따르지 못한다는 죄의식때문에 양심의 가책에 시달린다. 하지만 기독교인이라고 해서 반드시 기독교 문학에 종사해야 하는 것은 아니고, 비기독교문학에 종사함으로써 기독교사상을 말할 수 있다. 실례로 동화작가 권정생, 강소천 선생은 동화로써 평화, 생명존중등의 기독교사상을 담았다.
- 의사(Doctor) : 헨리 맥스웰 목사가 담임한 레이먼드 제일교회 교인이다. 버지니아가 랙탱글에 갔다가 알코올 의존증 환자인 여성을 자신의 집에 데려와서 돌보았는데, 버지니아로부터 연락을 받고 곧바로 와서 알코올 의존증 환자를 돌봄.

### 시카고
- 펠리시아 스털링(Felicia Sterling): 곡물투기로 돈을 번 졸부 스털링(Sterling)의 둘째딸이다. 부친은 더 이상 삶에서의 희망을 찾지 못하니까 자살로 내몰렸고, 모친은 쇼크사로 세상을 떠났다. 곡물투기로 자신들이 물려받을 재산까지 없어지자, 영리한 펠리시아는 과거에 얽매이지 않고 이모댁에서 요리가 서툰 이모를 대신하여 요리를 맡아서 했다. 물론 이모는 곱게 자란 조카가 부엌에서 빵을 굽는 노동을 한다는 사실을 싫어하지만, 조카가 만들어드리는 머핀빵은 맛있게 잡숫고 있다. 덕분에 시카고에서 밥집을 연다. 재능을 활용하여 삶을 개척한 여장부이다. 펠리시아가 만든 이집트 매운탕 맛에 감탄한 에드워드 주교의 제안으로 사회복지관에서 요리를 가르쳐 시카고 주민들로부터 사랑받는다. 참고로 펠리시아와 로즈 엄마는 에드워드 주교가 청년일때에 사랑했던 사람이었다.
- 로즈 스털링(Rose Sterling): 펠리시아의 언니이다. 집안이 망한 뒤 이모집에서 살다가 마음에도 없는 중년의 부자와 결혼하여 불행한 삶을 산다.
- 에드워드 주교(Bishop Edward): 신학교 동창인 캘빈 브루스(Calvin Bruce)목사와 시카고 빈민가에 인보관 즉, 사회복지관(Settlement Hall)을 설립할정도로 기독교 신앙의 실천을 강조하는 성직자이다. 사회적 약자들에 대한 강자로서의 동정심이 아닌, 예수의 성육신 교의에 근거한 기독교 신앙으로 사회선교를 실천한다.
- 번즈 : 알코올 의존증때문에 직장에서 해고되는 등 사회생활에 어려움을 겪었다. 이를 본 에드워드 주교는 번즈씨는 사회복지관에서 경비노동자로, 친구는 마차공장에서 마부로 일하도록 배려했다. 알코올 의존증때문에 번즈씨가 힘들어 할 때마다 같이 하나님께 기도하고, 방에서 쉴 수 있도록 함으로써 어려움을 함께 견뎌낸다.
- 칼센(Carlsen): 사회주의 지도자이다. 예언자적인 목소리를 내기보다는, 자본가들과 결탁한 미국교회에 대해 비판적이며, 사회주의 사회건설을 주장한다.

나는 교회가 사회를 개혁할 수 있을 것이라고 믿지 않습니다. 교회는 민중(people)들의 편이 아니라,돈이 많은 귀족(aristocrats)들의 편입니다. 인수합병회사(trust)이던 독점판매회사(Monopolies)이던 그들은 교회에서 우두머리입니다. 목사(Monisters)들이란 일종의 그들의 종에 불과합니다. 우리에게 필요한 것은 인민들의 보편적인 권한에 근거한 사회주의의 기초적 질서로서...
I don't look for any reform worth anything to come out of the churches. They are not with the people. They are with the aristocrats, with the men of money. The trusts and monopolies have their greatest men in the churches. The ministers as a class are their slaves. What we need is a system that shall start from the common basis of socialism, founded on the rights of the common people--.

개신교 목사인 저자 헨리 맥스웰이 사회주의자를 소설속에 등장시킨 이유는 사회주의계에서 공격받을만큼 19세기 미국교회가 민중들의 편에서 사목하지 못하고 있음을 고발하려는데 있다.

## 해설
저자는 레이먼드라는 가상의 철도도시와 시카고를 배경으로 미국 기독교인들의 이기적인 신앙을 비판하고 있으며, 알코올 중독, 실업, 가난,빈부의 격차에 대해 잘못된 사회구조에 의한 문제로 해석하고 있다. 또한 예수의 성육신과 희생적인 죽음을 강조하여, 기독교인으로서 예수의 겸손과 헌신을 어떻게 본받을 것인지 생각하도록 유도한다.3백만권이나 팔릴 정도로 인기를 끌었으며,전 시대를 통틀어 39번째 베스트셀러이다. 군더더기가 없고 미국사회와 교회를 직설적으로 비판한 남성적 문체도 소설의 장점이다.

## 번역
1935년 당시 21개 언어로 번역될 정도로 대중적 인기를 얻었으며, 대한민국에는 크리스챤 다이제스트와 예찬사에서 번역하여 책을 출판하였으며, 기독교방송에서 책을 낭독하여 방송하였다.